# Молхёйзен, Филипп Кристиан
Филипп Кристиан Молхёйзен (нидерл. Philipp Christiaan Molhuysen; 20 августа 1870, Алмело — 15 июля 1944, Гаага) — нидерландский библиотекарь и библиограф.

## Биография
Окончил гимназию в Девентере и факультет классической филологии в Лейденском университете, ученик Яна ван Леувена и Якоба Хартмана. В 1896 г. защитил там же диссертацию «О трёх старейших списках Одиссеи Гомера» (лат. De tribus Homeri Odysseae codicibus antiquissimis). В 1897—1913 гг. хранитель отдела рукописей библиотеки Лейденского университета. Опубликовал ряд каталогов отдела, в том числе «Источники по истории Лейденского университета» (нидерл. Bronnen tot de geschiedenis der Leidsche Universiteit; 1913—1924, в семи томах).
В 1913 г. возглавил библиотеку открывшегося в Гааге Дворца Мира. В течение нескольких лет занимался комплектованием библиотечного фонда из книг по международному праву и истории дипломатии. В 1919 г. выпустил первый каталог библиотеки (фр. Catalogue de la Bibliothèque de la Cour permanente d'arbitrage à La Haye), в работе над которым участвовала также Эльза Ракель Оппенгейм (нем. Elsa Rachel Oppenheim; 1885—1941), ставшая после этого второй женой Молхёйзена. Этот каталог также был положен в основу Нидерландского центрального каталога — единой картотеки книг во всех основных библиотеках Нидерландов.
В 1921—1937 гг. занимал должность библиотекаря в Королевской национальной библиотеке Нидерландов. Подготовил к печати собрание переписки Гуго Гроция (нидерл. De briefwisseling van Hugo Grotius; 1928—1936).
Вместе с П. И. Блоком в 1911—1937 гг. редактировал «Новый нидерландский биографический словарь» (нидерл. Nieuw Nederlandsch Biografisch Woordenboek) — десятитомное издание, содержавшее краткие биографические сведения о 22 тысячах лиц.